# Yúrivka (Boljrado)
Yurivka  (ucraniano: Юр'ївка) es un pueblo del Raión de Bolhrad en el Óblast de Odesa de Ucrania. Según el censo de 2001, tiene una población de 483 habitantes.